# Småtjärnarna (Norrfjärdens socken, Norrbotten, 728962-175611)
Småtjärnarna är en sjö i Piteå kommun i Norrbotten och ingår i Rosåns huvudavrinningsområde. Sjöns area är 0,023 kvadratkilometer och den befinner sig 146 meter över havet.